# Fernando de Helguero
Fernando de Helguero (Pelago, 1 de novembro de 1880 – Messina, 28 de dezembro de 1908) foi um matemático italiano, pioneiro da bioestatística.
Estudou matemática na Universidade de Roma. Após obter a licenciatura em 1903, lecionou matemática enquanto estudava ciências naturais, biologia, estatística e biometria. Foi palestrante convidado do Congresso Internacional de Matemáticos em Roma (abril de 1908). Morreu no mesmo ano no terremoto de Messina 1908.
Seus collected papers foram publicados em 1972.
De acordo com Azzalini e Capitanio:

The tragic end of de Helguero's life prevented the development of his innovative ideas, and the whole formulation passed unnoticed for the rest of the 20th century. It appears that his contribution has re-emerged only in the discussion of Azzalini (2005), thanks to a personal communication of D. M. Cifarelli. ...
The formulation is distinctly one step ahead of the mainstream approach of data fitting of those years: probability distributions must not simply be devised to provide a numerical fit to observed frequencies, but they must also help to understand how the non-normal distribution has been generalized. This goal can be achieved by a formulation which relates perturbation of normality to the effect of some external mechanism.

## Publicações selecionadas
- «Sui massimi delle curve dimorfiche». Biometrika. 3 (1): 84–98. 1904. JSTOR 2331524
- «Variazioni del numero di fiori ligulari del Bellis perennis». Bullettino dell'Orto Botanico di Napoli. 2 (1): 133–144. 1904
- «Per la risoluzione delle curve dimorfiche». Biometrika. 4 (1/2): 230–231. 1905. JSTOR 2331538
- «Variazione ed Omotiposi nelle Inflorescenze di Cichorium Intybus L.». Biometrika. 5 (1/2): 184–189. 1906. JSTOR 2331658
- «Sulla determinazione dei parahethi di alcune funzioni per mezzo dei dati sperimentali». Il Nuovo Cimento (1901-1910). 13 (1): 175–181. 1907
- «Dell'influenza del gozzo sulle statistiche della statura». Atti della Società Romana di Antropologia. 14 (1): 61–69. 1908
- «Sulla rappresentazione analitica delle curve statistiche». Giornale degli Economisti. Serie seconda. 38 (Anno 20): 241–265. 1909. JSTOR 23221976